# کبوتر میوه‌خوار گوش‌سرخ
کبوتر میوه‌خوار گوش‌سرخ (نام علمی: Ptilinopus fischeri) نام یک گونه از سرده کبوتر میوه‌خوار است.